# U-Bahn-Station Kendlerstraße
Kendlerstraße is een metrostation in het district Ottakring van de Oostenrijkse hoofdstad Wenen. Het station is genoemd naar de gelijknamige straat die op zijn beurt genoemd is naar de eigenaar van kasteel Breitensee, Karl Edler von Kendler. Het station werd geopend op 5 december 1998 en wordt bediend door lijn U3. 
Het station ligt parallel aan de Vortortlinie naast de Kendlerstraße tussen de Opfermanngasse en de Steinbruchstraße. Het eilandperron is vanaf beide perroneinden toegankelijk met liften en roltrappen die verbonden zijn met de toegangen aan de Opfermanngasse respectievelijk de Steinbruchstraße aan de zuidkant. Verder beschikt het station over openbare toiletten. 
Bovengronds kan worden overgestapt op tram 10 die langs het station door de Huttengasse rijdt richting Dornbach of Hietzing. Door de dunne bebouwing rond het station in vergelijking tot de opvolgende stations telt Kendlerstraße tot de minst gebruikte metrostations in Wenen.

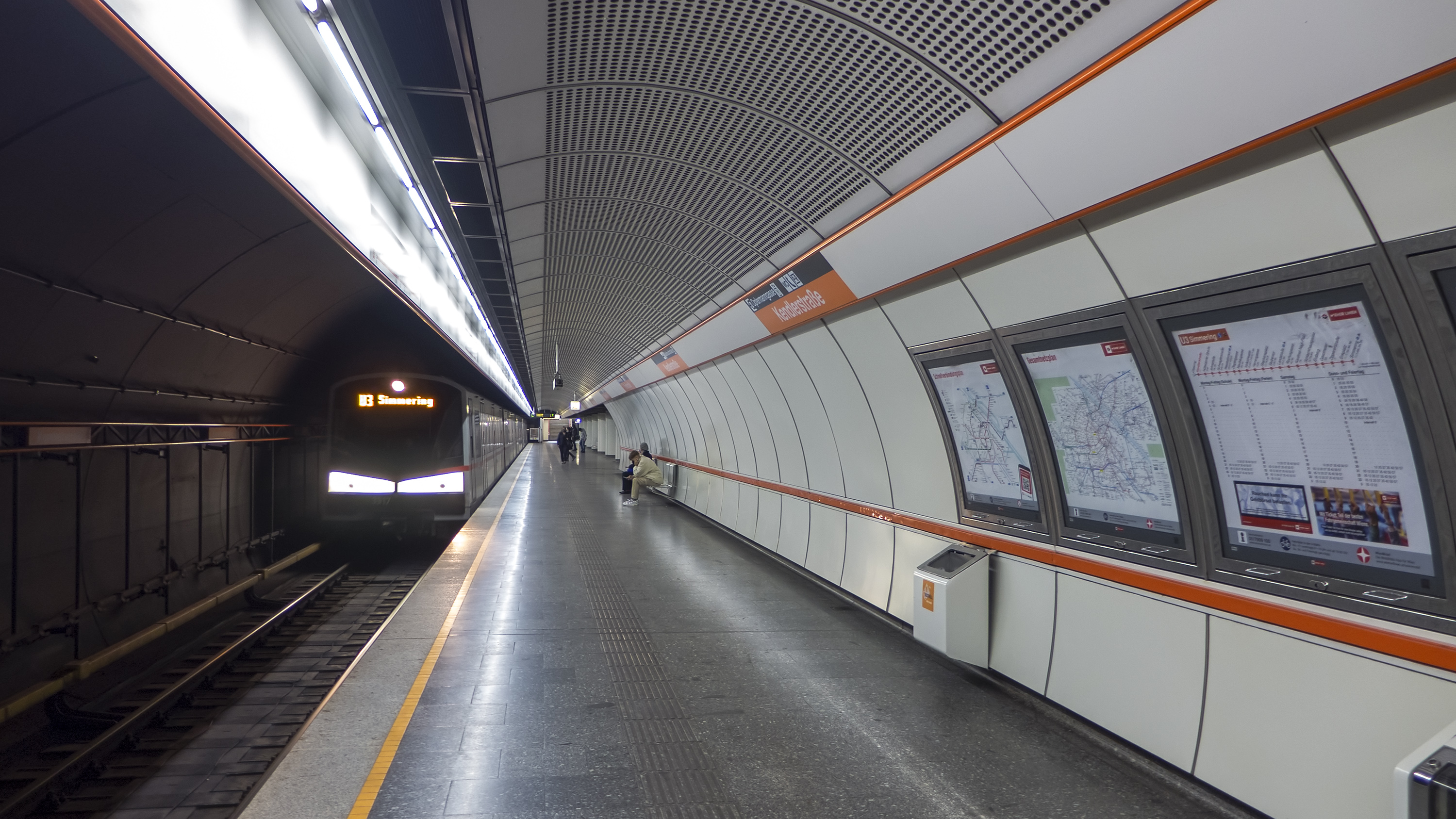
Het geboorde deel van het station aan de zuidkant.
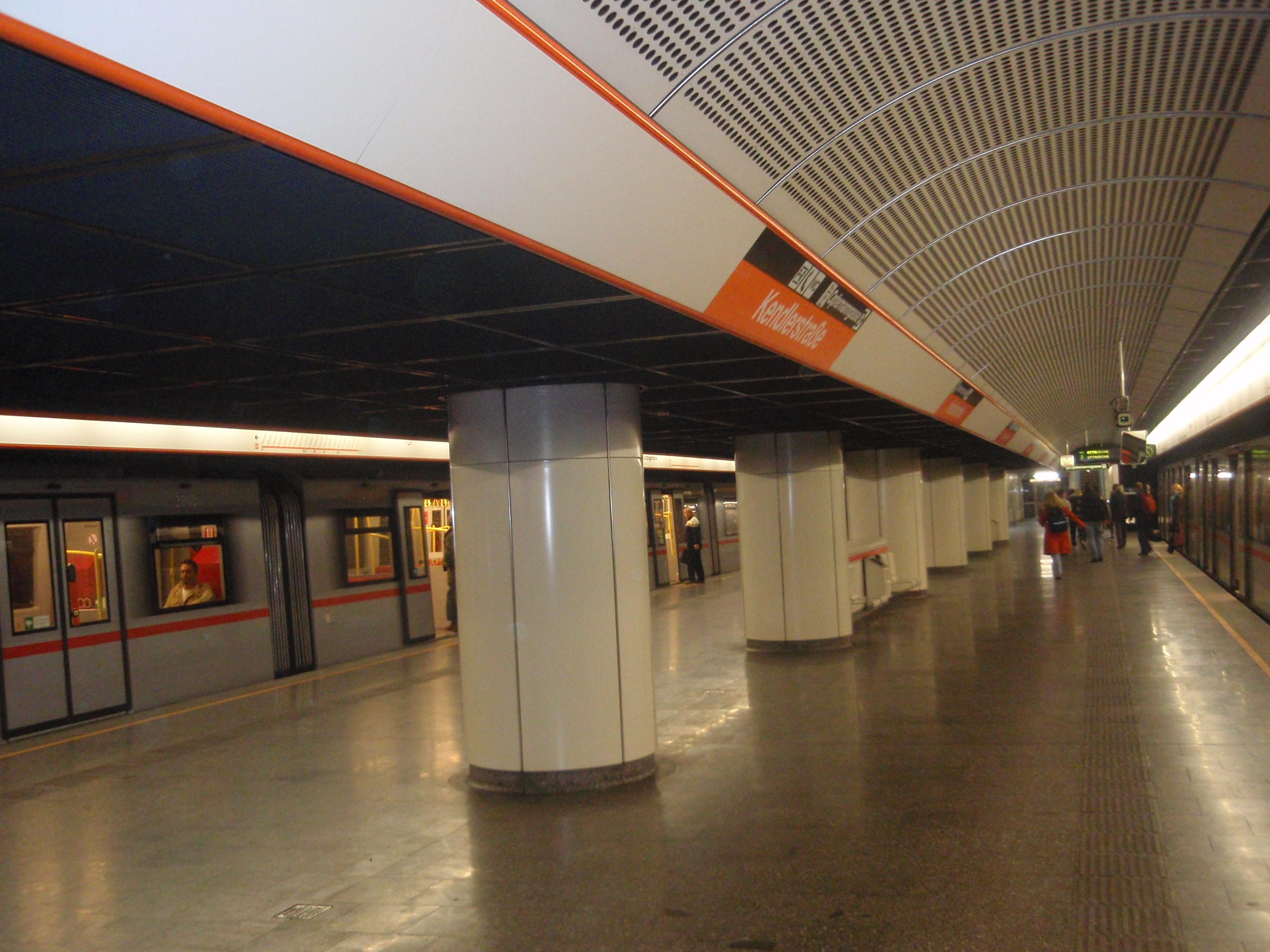
Het noordelijke deel van het perron.